# Siergiej Koriażkin
Siergiej Władimirowicz Koriażkin (ros. Сергей Владимирович Коряжкин, ur. 24 grudnia 1959 w Biszkeku) – radziecki szermierz, szablista, srebrny medalista igrzysk olimpijskich i czterokrotny medalista mistrzostw świata.
Na igrzyskach olimpijskich w Seulu w 1988 roku reprezentacja ZSRR w składzie: Siergiej Mindirgasow, Michaił Burcew, Heorhij Pohosow, Andriej Alszan i Siergiej Koriażkin zdobyła drużynowo srebrny medal. W rywalizacji indywidualnej nie startował. Był to jego jedyny start olimpijski.
Podczas mistrzostw świata w Rzymie w 1982 roku reprezentanci ZSRR w składzie: Siergiej Kazokin, Andriej Alszan, Wiktor Krowopuskow, Michaił Burcew i Siergiej Koriażkin zdobyli brązowy medal w turnieju drużynowym. W konkurencji tej zdobywał następnie złote medale na mistrzostwach świata w Sofii (1986), mistrzostwach świata w Lozannie (1987) i mistrzostwach świata w Denver (1989). Indywidualnie nie stawał na podium mistrzostw świata.